# Guy Désiré Yaméogo
Guy Désiré Yaméogo est un réalisateur et scénariste burkinabé, Chevalier de l’ordre National de l’Étalon du Burkina Faso.
Guy Désiré Yaméogo est reconnu pour traiter des réalités des difficultés de l'enfance dans ses œuvres. Son premier Court-métrage «Si longue que soit la nuit», remporte le Prix de la Coopération française au Festival de Cannes et le Prix spécial du Jury au Fespaco en 1997. Néanmoins, il acquiert une plus grande notoriété comme scénariste de plusieurs séries télévisées burkinabè.
Depuis 2019, il est décoré Chevalier de l’ordre National de l’Étalon du Burkina Faso.

## Biographie
Il obtient une licence en Sociologie de l'Université de Ouagadougou avant de se former à la Escuela Internacional de Cine y Televisión de La Havane, à Cuba, avec une spécialisation en scénario puis effectue quelques stages à la Fémis.

## Carrière
En 1998, il fait un stage en écriture de scénario à Bruxelles sous la direction de Yves Lavandier.
En 1999, il suit un stage en écriture de scénario à l’Institut national de l'audiovisuel, Paris, sous la direction de Marc Gautron et Olivier Mergault.
En 2004, il participe à un Stage de formation en Organisation de festivals à la Deutsche Welle et au sein du comité d’organisation de la BERLINALE, à Berlin en  Allemagne.
EN 2004, il devient Formateur en suivant un stage de formation dirigé par M. Marcel Beaulieu (Canada).
EN 2008, il suit deux stages de formations en écriture de séries télés dirigés par Bernard Skira.
Depuis quelques années, Guy-Désiré Yaméogo partage ses connaissances et dispense des cours en “Analyse de film” et “Écriture de scénarios” dans les instituts et écoles suivantes :
-	Institut Supérieur de l’Image et du Son – Studio École (Burkina Faso)
- Institut Supérieur des Métiers de l’Audiovisuel] (Bénin)[5]
- École nationale d'administration et de magistrature (Burkina Faso)
- École Supérieure de Théâtre/Jean-Pierre Guigane (Burkina Faso)[6]

Pendant une vingtaine d’années, il travaille au sein de l’équipe du FESPACO où il occupe les charges de :
- Chef du Département Marché du film
- Chef du Département Festival
- Conseiller du Délégué Général
- Membre du comité international de sélection des films en 2021, 2023 et 2025.

Il est également président du comité d'organisation du festival des Journées cinématographiques de la femme africaine de l'image (JCFA), lors de la troisième édition à Banfora et Ouagadougou,

## Filmographie
Filmographie,,, :
- Faire face (1996)
- Si longue que soit la nuit ( Court-métrage 1997)
- Les Héritiers (Mini-série télé 1998)
- Sol en dif (Long-Métrage Documentaire 1999)
- Les laissés pour compte (Long-métrage documentaire 1999)
- Les aventures de Madou le petit berger (série télé)
- Un Pas, deux pas (Court-métrage 2000)
- Le Pacte (Court-métrage produit par la FEMIS 2002)
- Ina (Co-scénariste de la série Télé 2005)
- Quand les éléphants se battent (Scénariste de la Série Télé 2006)
- Rupture à froid (Scénariste du film de Habibou ZOUNGRANA 2007)
- Danse sacrée à Yaka (Long-métrage Fiction 2009)7
- La Rue n’est pas le paradis (Mini-série pour MSF Belgique)
- Une femme pas comme les autres (Scénariste du Long-métrage de Abdoulaye Dao)
- Trois hommes un village (Co-scénariste Série télé de Aminata Diallo)
- Waga Love (série télé saison 1 et 2 en 2013-2016)
- Affaires publiques (série télé)
- Duga, les charognards (Scénariste du Long-métrage 2019)
- Notre bien commun (série télé pour l’IGM VSS 2021)

## Récompenses
- 1997 : Prix de la Coopération française au Festival de Cannes et le Prix spécial du Jury au FESPACO, Si longue que soit la nuit[13],[14]
- 2003 : Prix Djibril Diop Mambéty pour la jeunesse, Le Pacte[15]

## Engagement social et professionnel
Guy désiré Yaméogo est Président fondateur de LA GUILDE DES SCENARISTES ET REALISATEURS DU BURKINA FASO depuis 2015. Il a fondé un atelier d’écriture dénommé TOUKIN (le nid) en langue mooré.
EN 2023, il fonde les RENCONTRES DE CREATIONS AUDIOVISUELLES, un festival consacré à l’éducation à l’image et dédié aux jeunes membres des ciné-clubs  et autres associations de cinéma.
Au-delà de son travail cinématographique, Guy Désiré Yaméogo collabore avec des organisations humanitaires telles que Médecins Sans Frontières , PLAN Burkina et UNICEF pour sensibiliser aux problèmes de l'enfance en Afrique.
Il est aussi investi dans le sport. Il crée le ZENITH SPORT de KOUPELA  en 2008 muni d’un centre de formation de jeunes qu’il dirige.